# 知多中央道路
知多中央道路（ちたちゅうおうどうろ）は、起点を名古屋市、終点を愛知県知多郡南知多町とする地域高規格道路。

## 概要
知多半島道路、南知多道路で構成される。なお、この両者は構想・計画時点では「知多中央道路」とされていたため、供用後も地元では「知多中央道」という通称で呼ばれることが多く、地域高規格道路指定により計画時の名称が復活した形となる。なお、歩行者・自転車の走行はできない。

## 歴史
- 1994年12月16日計画路線に指定された。